# Montagny-lès-Buxy
Montagny-lès-Buxy é uma comuna francesa na região administrativa de Borgonha-Franco-Condado, no departamento Saône-et-Loire. Estende-se por uma área de 5,26 km². Em 2010 a comuna tinha 225 habitantes (densidade: 42,8 hab./km²).